# CNBLUE
CNBLUE (em coreano:  씨엔블루; em japonês: シーエヌブルー ),  é uma banda de rock sul-coreana formada em Seul em 2009. A banda é composta por três integrantes: Jung Yong Hwa (vocal principal, guitarra), Lee Jung Shin (baixo elétrico, vocais) e Kang Min-hyuk (bateria, vocais). CN é uma forma resumida para Code Name (nome de código) e Blue é uma forma abreviada da imagem de cada um dos membros do grupo. 'Burning (ardente)' representa Jong Hyun, 'Lovely (amável)' representa MinHyuk, 'Untouchable (intocável)' representa Jung Shin, e 'Emotional (emocional)' representa Yong Hwa.
A banda estreou em 19 de agosto de 2009 no Japão como o primeiro mini álbum, Now or Never (agora ou nunca). Eles lançaram quatro propagandas para o primeiro mini álbum Coreano deles Bluetory, estrelando um membro em cada um dos vídeos na sequência JongHyun, MinHyuk, JungShin e por último YongHwa nos dias 6, 8, 11 e 13 de 2010, respectivamente. Em 14 de janeiro de 2010, CNBlue estreou o primeiro mini álbum deles na Coréia com o single principal "I'm A Loner" (Eu sou um solitário) (Coreano: 외톨이야). Nome do fã clube deles é chamado "Boice" (Blue + Voice).

## Integrantes
| Nome           | Nome   | Data de nascimento               | Posições na banda                                               |
| Romanizado     | Hangul | Data de nascimento               | Posições na banda                                               |
| -------------- | ------ | -------------------------------- | --------------------------------------------------------------- |
| Jung Yong Hwa  | 정용화 | 22 de junho de 1989 (35 anos)    | Líder, Vocalista Principal, Rapper Líder, Guitarrista e Visual. |
| Kang Min Hyuk  | 강민혁 | 28 de junho de 1991 (33 anos)    | Baterista.                                                      |
| Lee Jung Shin  | 이정신 | 15 de setembro de 1991 (33 anos) | Rapper Principal, Baixista e Maknae.                            |
| Ex-Integrante  |        |                                  |                                                                 |
| Nome           | Nome   | Data de nascimento               | Posição na Banda                                                |
| Romanizado     | Hangul | Data de nascimento               | Posição na Banda                                                |
| Lee Jong Hyun  | 이종현 | 15 de maio de 1990 (34 anos)     | Vocalista Líder, Guitarrista e Face.                            |
| Kwon Kwang Jin | 권광진 | 12 de agosto de 1992 (32 anos)   | Vocalista Guia e Baixista.                                      |

## Discografia

### Álbuns de estúdio
| 2010                                                                                    | Thank U - Lançamento: 20 de março de 2010 - Gravadora: AI Entertainment - Formato: CD, download digital               | 90 | — |                             |
| 2011                                                                                    | 392 - Lançamento: 1 de setembro de 2011 - Gravadora: AI Entertainment - Formato: CD, download digital                 | 6  | — | - JPN: 22.341               |
| 2012                                                                                    | Code Name Blue - Lançamento: 29 de agosto de 2012 - Gravadora: Warner Music Japan - Formato: CD, download digital     | 1  | — |                             |
| 2013                                                                                    | What Turns You On? - Lançamento: 28 de agosto de 2013 - Gravadora: Warner Music Japan - Formato: CD, download digital | 2  | — |                             |
| 2014                                                                                    | Wave - Lançamento: 17 de setembro de 2014 - Gravadora: Warner Music Japan - Formato: CD, digital download             | 3  | — |                             |
| 2015                                                                                    | Colors - Lançamento: 30 de setembro de 2015 - Gravadora: Warner Music Japan - Formato: CD, digital download           | 1  | — |                             |
| Coreano                                                                                 | |    |   |                             |
| 2011                                                                                    | First Step - Lançamento: 21 de março de 2011 - Gravadora: FNC Music - Formato: CD, download digital                   | 16 | 1 | - JPN: 4.604 - KOR: 93.059+ |
| 2015                                                                                    | 2gether - Lançamento: 14 de setembro de 2015 - Gravadora: FNC Entertainment - Formato: CD, digital download           | 14 | 1 |                             |
| "—" indica lançamento que não apareceu nas paradas ou que não foi lançado nessa região. | |    |   |                             |

### Extended plays
| 2009                                                                                    | Now or Never - Lançamento: 19 de agosto de 2009 - Gravadora: AI Entertainment - Idioma: Inglês                           | —   | — |                              |                |
| 2009                                                                                    | Voice - Lançamento: 25 de novembro de 2009 - Gravadora: AI Entertainment - Idioma: Inglês, Japonês                       | 227 | — |                              |                |
| Coreano                                                                                 | |     |   |                              |                |
| 2010                                                                                    | Bluetory - Lançamento: 14 de janeiro de 2010 - Gravadora: FNC Music - Idioma: Coreano                                    | —   | 1 | - KOR: 91.380+ - TWN: 10.000 | - TWN: Platina |
| 2010                                                                                    | Bluelove - Lançamento: 19 de maio de 2010 - Label: FNC Music - Idioma: Coreano                                           | —   | 3 | - KOR: 91.071+ - TWN: 10.000 | - TWN: Platina |
| 2011                                                                                    | First Step +1 Thank You - Lançamento: 26 de abril de 2011 - Gravadora: FNC Music - Idioma: Coreano                       | —   | 1 | - KOR: 29.723                |                |
| 2012                                                                                    | Ear Fun - Lançamento: 26 de março de 2012 - Gravadora: FNC Entertainment, CJ E&M Music and Live - Idioma: Coreano        | 15  | 1 |                              |                |
| 2013                                                                                    | Re:Blue - Lançamento: 14 de janeiro 2013 - Gravadora: FNC Entertainment, CJ E&M Music and Live - Idioma: Coreano         | 21  | 1 |                              |                |
| 2014                                                                                    | Can't Stop - Lançamento: 24 de fevereiro de 2014 - Gravadora: FNC Entertainment, CJ E&M Music and Live - Idioma: Coreano | 15  | 1 |                              |                |
| "—" indica lançamento que não apareceu nas paradas ou que não foi lançado nessa região. | |     |   |                              |                |

### Singles
| 2010                                                                                    |                  |    |     |   |
| "The Way"                                                                               | 26               | —  | 392 |   |
| "I Don't Know Why"                                                                      | 15               | —  | 392 |   |
| 2011                                                                                    | "Re-maintenance" | 12 | 392 | — |
| 2011                                                                                    | "In My Head"     | —  | —   | — |
| "—" indica lançamento que não apareceu nas paradas ou que não foi lançado nessa região. |                  |    |     |   |

### Singles promocionais
| 2010                                                                                    | "I'm a Loner" | — | 2  | Bluetory   |
| 2010                                                                                    | "Love"        | — | 2  | Bluelove   |
| 2011                                                                                    | "Intuition"   | — | 1  | First Step |
| 2011                                                                                    | "Love Girl"   | — | 19 | First Step |
| "—" indica lançamento que não apareceu nas paradas ou que não foi lançado nessa região. |               |   |    |            |

## Vídeos

### Álbuns de vídeo
| 2011                                                                                    | Listen to the CN Blue - Lançamento: 9 de fevereiro de 2011 - Gravadora: AI Entertainment - Formato: DVD                               | 5  |
| 2011                                                                                    | CNBLUE Zepp Tour 2011: Re-maintenance at Zepp Tokyo - Lançamento: 25 de abril de 2011 - Gravadora: AI Entertainment - Formato: DVD    | 16 |
| 2011                                                                                    | Listen to the CNBLUE 1st Live Concert 2010 at Ax-Korea - Lançamento: 22 de junho de 2011 - Gravadora: AI Entertainment - Formato: DVD | 15 |
| "—" indica lançamento que não apareceu nas paradas ou que não foi lançado nessa região. | |    |

### Vídeos musicais
| Ano  | Vídeo musical   |
| ---- | --------------- |
| 2010 | "I'm a Loner"   |
| 2010 | "Love"          |
| 2011 | "Intuition"     |
| 2011 | "Love Girl"     |
| 2011 | "In My Head"    |
| 2012 | "Where You are" |

## Turnês
- Listen to the CNBLUE (2010)
- Zepp Tour 2011 - "Re-maintenance" (2011)

## Prêmios
| Ano  | Prêmio |
| ---- | --- |
| 2010 | - Cyworld Digital Music Awards: Rookie do Mês (Janeiro) ("I'm A Loner") - GaOn Charts Awards: Prêmio Rookie - Style Icon Awards: New Style Icon, Cantor - Mnet Asian Music Awards: Prêmio Rookie Masculino - 25º Golden Disk Awards: Digital Music Bonsang ("I’m A Loner") - 2º Melon Music Awards: Melhor Artista Novo - 2º Melon Music Awards: 2010 TOP |
| 2011 | - 20º Seoul Music Awards: Prêmio de Melhor Recém-chegado (Newcomer) - Cyworld Digital Music Awards: Canção do Mês (Março) ("Intuition") |